# تامی روو
تامی روو (انگلیسی: Tommy Rowe؛ زادهٔ ۲۴ سپتامبر ۱۹۸۸) بازیکن فوتبال اهل بریتانیا است که برای باشگاه فوتبال منچستر یونایتد بازی می‌کند. 
از باشگاه‌هایی که در آن بازی کرده است می‌توان به باشگاه فوتبال پیتربورو یونایتد، باشگاه فوتبال اسکانتورپ یونایتد، باشگاه فوتبال ولورهمپتون واندررز، باشگاه فوتبال استوک‌پورت کانتی، باشگاه فوتبال دونکستر راورز، و باشگاه فوتبال منچستر یونایتد اشاره کرد.